# Vehicle 19
Vehículo 19 —  título original Vehicle 19; también conocida en España como Carrera infernal— es una película de acción estadounidense de 2013, dirigida por Mukunda Michael Dewil, quién también escribió el guion.
Protagonizada por Paul Walker y Naima McLean. La película fue estrenada el 7 de febrero de 2013, en Sudáfrica y después, el 14 de junio de 2013, en los Estados Unidos.

## Argumento
La película tiene lugar en Johannesburgo, Sudáfrica. El personaje principal de la película es un ciudadano americano llamado Michael Woods (Walker), quien recientemente ha sido liberado de prisión. Una vez libre, se embarca inmediatamente en un viaje para reunirse con su novia. Cuando llega a su destino, en una ciudad extraña, alquila un coche en una agencia de transporte que sin querer le llevará a convertirse en el objetivo de la policía local corrupta. 

## Reparto
- Paul Walker es Michael Woods.
- Naima McLean es Rachel Shabangu.
- Gys de Villiers es Herrero, el detective.
- Leyla Haidarian es Angelica Moore.
- Tshepo Maseko es el lugarteniente.
- Andrian Mazive es el periodista Benji.
- Welile Nzuzaes Mohawk.
- Mangaliso Ngema es el juez James Muzuka.
- Ernest Kubayi es Crackhead.
- Elize van Niekerk es la recepcionista de alquiler automovilístico.